# Берард из Карбио
Святой Берард из Карбио (итал. Berard da Carbio, XII век, Умбрия — 16 января 1220, Марокко) — францисканский монах, казнённый в Марокко за проповедование христианской веры. Он и его спутники — Пётр, Отон, Аккурсий и Адъют — почитаются как святые и считаются францисканскими первомучениками. Дважды изгнанные из королевства, они каждый раз возвращались и продолжали проповеди против ислама, что в конце концов и привело к их казни.
Берард и его спутники были канонизированы папой Сикстом IV 7 августа 1481 года. День памяти — 16 января.

## Жизнь
Считается, что Берард родился в благородной семье Леопарди в Карбио в Умбрии, провинции Папской области. Был принят в недавно основанный орден францисканцев самим святым Франциском Ассизским в 1213 году. После Второго генерального капитула францисканских монахов в 1219 году святой Франциск решил, что для монахов пришло время проповедовать его учение за пределами итальянского полуострова и северной Европы. Поскольку Берард хорошо владел арабским языком и был красноречив, Франциск отправил его, двух других священников, Петра и Отона, и двух конверзов, Аккурсия и Адьюта, на миссию в Марокко.

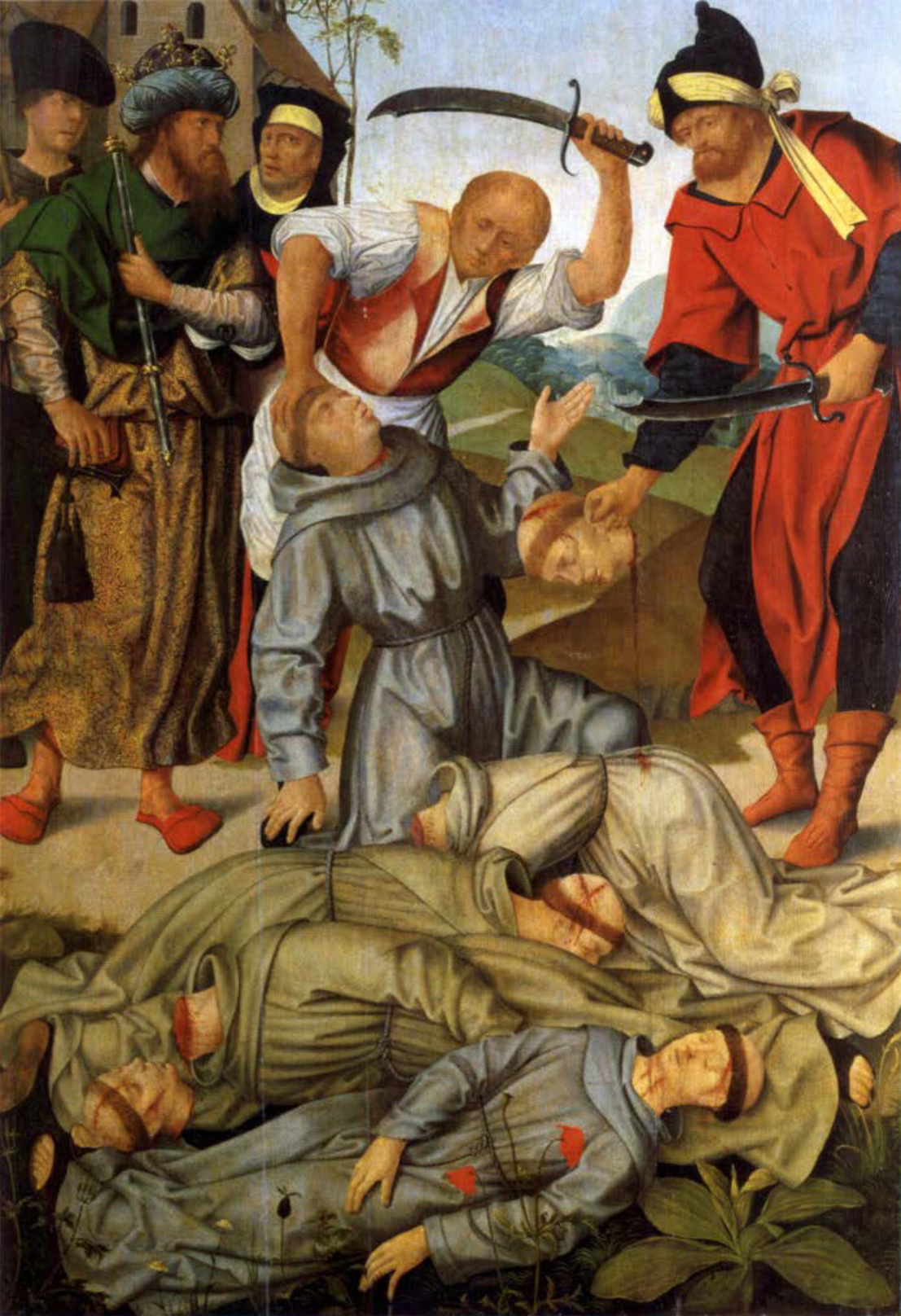
«Марокканские мученики». Франсиско Энрикес, 1508 год (Национальный музей старинного искусства, Лиссабон)

Пять миссионеров отплыли из Италии и, прибыв в Португалию, отправились в Испанию, а затем в Севилью, тогда находившуюся под властью мусульман. Их проповеди вызвали неудовольствие короля, который, продержав миссионеров в заключении три недели, выслал их в Марокко. Из-за христианских проповедей и бесстрашного осуждения исламской религии их вскоре стали считать сумасшедшими. Король приказал доставить Берарда и его сподвижников в Сеуту и посадить на корабль, отправляющийся в христианские земли. Однако монахи сошли с корабля, вернулись в Марокко и возобновили свои проповеди. Их снова попытались заставить покинуть город, выделив проводников до христианской границы, но они снова вернулись. Когда стало ясно, что миссионеры не уедут и не перестанут проповедовать, их схватили и бросили в тюрьму. Там их тщетно пытаясь заставить отказаться от католической веры, и в конце концов мавританский король в припадке ярости обезглавил монахов своим скимитаром, тем самым сделав их первыми мучениками францисканского ордена.
Их тела были возвращены в Португалию и торжественно доставлены оттуда до Ассизи. Молодой португальский каноник так впечатлился жертвой миссионеров, что вступил во францисканский орден, позже прославившись как святой Антоний Падуанский.